# Theïsme
Theïsme is het geloof in een god of goden als hogere macht. Het is het tegenovergestelde van atheïsme of nontheïsme. Deze vorm van theïsme stelt alleen dat er één of meerdere goden bestaan en is verder onafhankelijk van het aantal goden waarin wordt geloofd, hoe deze goden zijn gedefinieerd of wat hun relatie tot de wereld is. Deïsme is een subcategorie van deze vorm van theïsme.
Binnen het christendom, jodendom en de islam is er de godsdienstfilosofische opvatting dat er één persoonlijke God of godheid is, die zowel transcendent als immanent is. Er zou één God zijn die oneindig is, ver boven de mensen verheven, los staand van de door hem geschapen wereld en tegelijkertijd actief aanwezig in de wereld en in het wereldgebeuren. Deze strikte vorm van theïsme onderscheidt zich van deïsme door de aanvaarding van de immanentie van God.
Niet alle religies zijn theïstisch. Religies die, zoals het taoïsme, niet uitgaan van het bestaan van een god of goden zijn niet theïstisch. Andere voorbeelden zijn het boeddhisme en sommige vormen van hindoeïsme.
Het traditionele christendom is overwegend mono-theïstisch. Het leert dat God als de Immanuel, de God met ons in de persoon van Jezus Christus in de wereld kwam en dat Hij na zijn hemelvaart in de persoon van de Heilige Geest kwam om in mensen te wonen. Het Oude Testament verhaalt van verschillende mogelijke verschijningen (theofanieën) van God in engelen- of mensengedaante en/of direct spreken van God tot mensen door dromen en hoorbare boodschappen. Ook zou hij mensen direct of indirect hebben aangestuurd tot handelen. Het Oude Testament bevat de overleveringen van zijn bemoeienissen met de Israëlieten.
De meeste theïsten geloven dat God zowel alwetend als almachtig is, hoewel deze overtuiging vragen oproept over Gods verantwoordelijkheid ten aanzien van het kwaad en het lijden in de wereld (zie Probleem van het lijden). Sommige theïsten menen dat God bewust of doelgericht zijn alwetendheid of zijn almacht beperkt.
Bekende verdedigers van het theïsme zijn onder meer Richard Swinburne, emeritus hoogleraar filosofie in Oxford. In Nederland is Willem Ouweneel een bekende verdediger van het theïsme. In maart 2005 publiceerde hij het Theïstisch Manifest.
Het Vliegend Spaghettimonster en de Onzichtbare Roze Eenhoorn zijn te beschouwen als parodieën op theïstische religies.